# Ford Orion

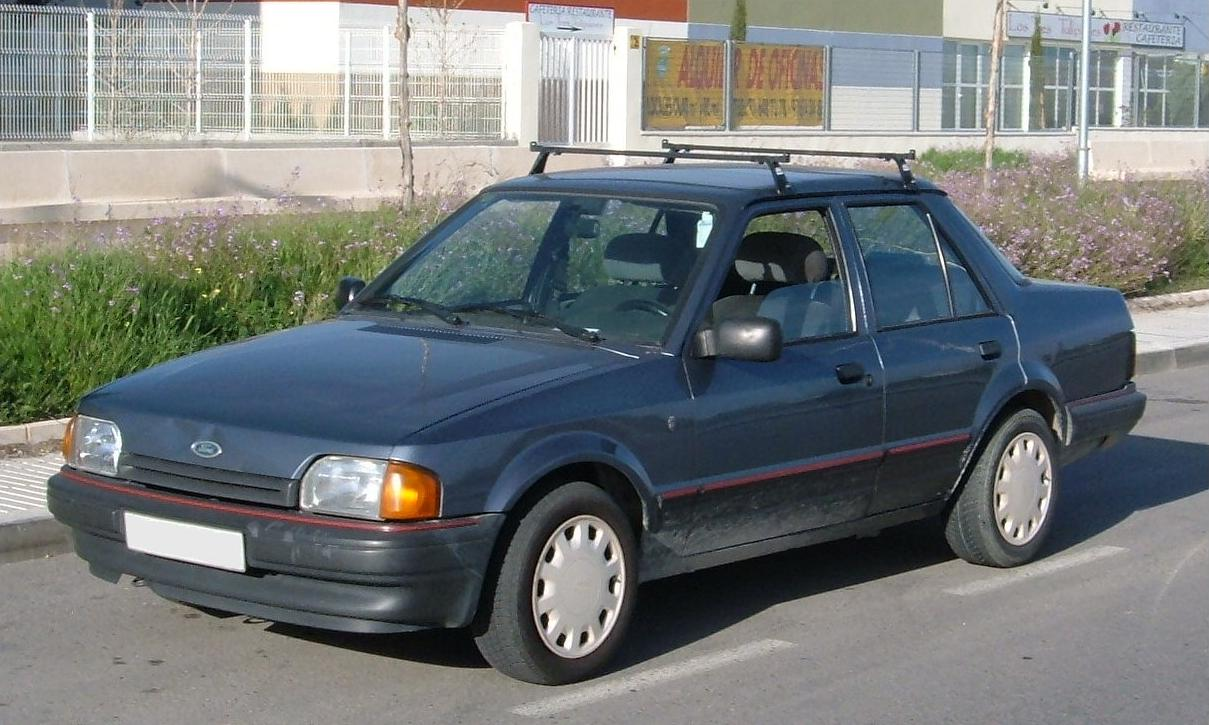
Ford Orion

A Ford Orion az európai Ford autógyár 1983 és 1999 között gyártott egyik modellje volt. 1983 szeptemberében mutatták be, mint az akkoriban kicsi családi autónak számító Ford Escort és a nagy méretű Ford Sierra közötti modellt.

## A modell pozicionálása
Az akkoriban kapható klasszikus limuzinokkal (Renault 9, Triumph Acclaim és a VW Jetta) vette fel a versenyt. A gyár ötlete az volt, hogy az akkoriban futó és siker sorozatnak számító Ford Escort kocsi szekrényét hosszabbították meg 34%-kal. Így az Orion egyedülálló személyiséget kapott. Kényelmesebb és tágasabb volt, mint a Ford Sierra. A kapható motorok megegyeztek a Ford Escortéval.

## Modellváltozatai
- Hatchback (5-ajtós)
- Sedan (4-ajtós)
- Ghia (4 Ajtós)

## Motorok
- 1.3 (1297cc) HCS (karburátoros OHV): JBD
- 1.3 (1297cc) HCS (CFi injektoros OHV): J6A
- 1.3 (1297cc) Endura-E OHV: J4B
- 1.4 (1392cc) CHV (karburátoros OHC): FUH
- 1.4 (1392cc) CHV (CFi injektoros OHC): F6F
- 1.4 (1392cc) PTE OHC: F4B
- 1.6 (1596cc) CHV (karburátoros OHC): LUK, LUJ
- 1.6 (1596cc) CHV (EFi injektoros OHC): LJE, LJF
- 1.6 (1597cc) Zetec DOHC: L1E
- 1.6 (1597cc) Zetec-E DOHC: L1H, LIK
- 1.8 (1796cc) Zetec DOHC: RDA, RQB
- 1.8 (1796cc) Zete-E DOHC: RKC